# Wolfgang Schaubmaier
Wolfgang Schaubmaier OSB (* 16. Dezember 1868 in Rohrbach in Oberösterreich als Josef Schaubmaier; † 20. März 1942 in Lambach) war ein österreichischer Benediktiner und Autor.

## Leben
Wolfgang Schaubmaier wurde am 16. Dezember 1868 als Sohn von Franz Schaubmaier und dessen Ehefrau Anna in eine Mühlviertler Bauernfamilie geboren und am darauffolgenden Tag auf den Namen Josef getauft. Nach der allgemeinen Schulausbildung studierte er Theologie in Innsbruck.
Am 15. August 1889 legte er seine Profess ab, ehe ihm am 19. September 1891 vom damaligen Abt des Stifts Lambach, Cölestin Baumgartner, die niederen Weihen erteilt wurden. Am 26. Juli 1894 erfolgte Schaubmaiers Priesterweihe; gefolgt von der Primiz des Kapitulars am 8. August 1894. Bei dieser waren am 8. August 1894 in der Stadtpfarrkirche Rohrbach 14 Priester und rund 200 Primizgäste zugegen.
Danach war er Kooperator in Lambach und wurde 1895 bei der 83. Versammlung des Casinos zum Schriftführer des Vereins, der zu dieser Zeit das Casino in Lambach betrieb, gewählt und löste dabei den bisherigen Schriftführer Pater Bernard ab. In weiterer Folge hielt er bei Versammlungen des Vereins auch Reden. Im Februar 1897 wurde Schaubmaier bei einer Wählerversammlung der Deutschnationalen zum Vorsitzenden gewählt und konnte sich dabei gegen einen von deutschnationaler Seite vorgeschlagenen Kandidaten durchsetzen. Seine Position im Lambacher Casino hatte er zumindest bis 1900 inne; dieses Jahr geht zumindest aus zeitgenössischen Zeitungsartikeln hervor. Schaubmaier war auch als Kooperator in Michaelsbuch (Niederbayern, Pfarre des Stiftes Metten) und spätestens ab 1904 als Pfarrer in Aichkirchen, wo er auch als Ehrenbürger ausgezeichnet wurde, tätig. Nach dem Tod von Gotthard Heigl, der 27 Jahr lang Pfarrer von Aichkirchen war, trat der bisherige Aushilfspriester Wolfgang Schaubmaier die vakant gewordene Stelle an und wurde im März 1904 zum Pfarrprovisor gewählt. Am 20. November 1904 fand die feierliche Installation Schaubmaiers als Pfarrvikar von Aichkirchen statt.
Seine Mutter starb am 12. Dezember 1913 im 71. Lebensjahr stehend in Aigen im Mühlkreis. Dort starb am 12. Mai 1914 auch sein im 76. Lebensjahr stehender Vater. Bei beiden Elternteilen führte Wolfgang Schaubmaier den Kondukt.
1938 wurde Wolfgang Schaubmaier Stiftspfarrer von Lambach; an seine Stelle kam Eugen Eder, der bis dahin Kooperator und Katechet in Stadl-Paura war. Außerdem wurde Schaubmaier zum Subprior ernannt, während der bisherige Subprior und Stiftspfarrer Egbert Pfleger als Kooperator nach Viechtwang-Scharnstein kam. Am 20. März 1942 starb Schaubmaier im Alter von 73 Jahren als Subprior in Lambach.
Schaubmaier verfasste einige Schriften, darunter Der Sonntag (1900), Gedanken und Ratschläge für die heranwachsende Jugend (1900), Der Soldatenfreund, Begleiter auf dem Wege in die Kaserne (1902) oder Mein Begleiter, Lehr- und Gebetbuch für alle Stände (1905). Das Werk Gedanken und Ratschläge für die heranwachsende Jugend erschien bis 1914 in vier verschiedenen Auflagen.

## Schriften (Auswahl)
- Der Sonntag. Ein Büchlein für Jung und Alt. Münster 1900, OCLC 1076055944.
- Gedanken und Ratschläge für die heranwachsende Jugend, Linz 1900, 3. Auflage 1906 (Digitalisat), 4. Auflage 1913
- Der Soldatenfreund, Begleiter auf dem Wege in die Kaserne, ebd. 1902
- Mein Begleiter, Lehr- und Gebetbuch für alle Stände, ebd. 1905.